# Sophie Sager
Sophie Lisette Sager, född 3 juni 1825 i Krängsberg, Byarums socken, död 27 februari 1901 i New York, var en svensk författare och feminist, aktiv i Sverige och USA. Hon var en av de första agitatorerna för kvinnoemancipationen i Sverige.
Sager var en av Sveriges första feminister. Hon är också känd som den kanske första kvinna i Sverige som anmälde ett våldtäktsförsök och vann målet i domstol. Våldtäktsmålet, det så kallade Sagerska målet, var mycket uppmärksammat av hennes samtid.

## Biografi
Sager var dotter till bruksinspektor Gabriel Sager och Johanna Bergenholtz. Sedan fadern dött inackorderade sockenstämman i Byarum henne hos en ogift kvinna i Jönköping åren 1836–1838. Hon ska ha gått i flickskola i Jönköping där hon bland annat lärde sig franska och broderi. Som vuxen var hon fattig och försörjde sig som guvernant och sällskapsdam. Hon ville öppna en affär och klädmakeri och reste 1848 till Stockholm för att utbilda sig i sömnad på "fru Hultmans ateljé". Hon hyrde ett rum i Gamla stan hos skomakarmästare Johan Gustaf Dillström, men kände sig inte trygg i huset, som fungerade som lönnkrog och möjligen bordell. Hyresvärdinnan ska även ha föreslagit henne att prostituera sig. Sophie Sager var egensinnig och kanske naiv; exempelvis drog sig inte för att promenera ensam på Norrbro, ett välkänt prostitutionsstråk.
Då hon sökte efter ett nytt rum, fick hon många förslag om att prostituera sig för ett rum; då hon en dag stod och grät över detta på en bro, tröstades hon av en äldre man, stallmästaren Gustaf Adolf Möller, som erbjöd henne att dela rum med en linnesömmerska som hyrde ett rum i hans hus, vilket hon gick med på. Linnesömmerskan visade sig dock vara prostituerad. Möller erbjöd sig att lära henne franska, bad henne kalla honom onkel, sade att hon inte behövde betala för rummet och att han var mycket mer kapabel än en ung man att fullfölja sina "äktenskapliga" plikter, och attackerade henne till slut sexuellt, en gång i hennes säng. Hon försvarade sig genom att slå tillbaka, och frustrerad över hennes ovillighet misshandlade han henne. Han hotade henne, slog henne, tog strypgrepp på henne och låste till slut in henne i ett rum och förvägrade henne mat. Hon lyckades fly då han sov, och tog sig ut på gatan, där hon letade upp en läkarmottagning. Läkaren, Johan Brisman, skrev ett intyg på hennes skador och uppmanade henne att anmäla Möller till polisen, vilket hon också gjorde.

### Rättegången
Under rättegången kallades Sager för sinnessjuk; Möller hävdade att hon var mentalt sjuk, att hon var en nöjeslysten äventyrerska och att han hade gett henne en örfil då hon hade anklagat honom för att ha gjort ett sexuellt närmande. Skomakarfamiljen hon hade varit inlogerad hos tidigare vittnade också om att hon måste vara mentalsjuk eftersom hon påstått att de höll en illegal krog. Vissa undrade också om hon inte kunde räknas som Möllers piga, vilket gjorde att misshandeln kunde anses som laglig, så kallad husaga.  
Sager stöddes av Brisman, och kunde också lämna fram ett intyg från läkarundersökningen som bekräftade alla de skador hon fått av Möllers överfall och misshandel. Rätten lade stor vikt vid läkarintyget. Målet avslutades med att Möller dömdes som skyldig till våldtäktsförsök under hot med livsfara för offret. Straffet blev böter.
Hela målet väckte stort uppseende och uppmärksammades i bland annat Aftonbladet och Stockholms Dagblad. Under denna tid var det ytterst ovanligt att en kvinna frivilligt anmälde någon för våldtäkt, eftersom det i mycket ansågs vara offrets fel, och för att det också gav offret en svår skamstämpel.

### Feministisk aktivist
Sager blev nu aktiv som föreläsare inom feminism. Hon propagerade för jämställdhet och utbildningsmöjligheter för kvinnor. Hon hävdade att kvinnor blev modlösa och inaktiva av sina begränsade rättigheter och fick dåligt självförtroende av sin låga bildning. Hon talade bland annat om vilken ytlig utbildning som erbjöds i de högsta utbildningsanstalter, som fanns öppna för kvinnor, nämligen de flickskolor där hon själv gått: "Kvinnans närvarande bildning står på skrala fötter. Föräldrarna ägna all sin håg åt att skaffa sönerna lärdomar, men bryr sig ej om att ge döttrarna den uppfostran de bör ha."  
Hon utgav boken Bilder ur livet. Ett fosterbarns avslöjande genealogi (1852), som byggde på hennes egna erfarenheter. I denna framhöll hon att förtryck gav kvinnor dåligt självförtroende, men som fria skulle även de kunna uträtta saker. Vid ett tillfälle höll hon ett föredrag klädd i manskläder, bland annat på ett bord i Stallarmästargården, "till det glada auditoriets ogemena nöje". Hon ansåg att "Kvinnan, som av en allvis skapare, erhållit lika mycket förstånd som mannen, ej behöver underkasta sig annat tvång än denne." Hon stavade dåligt och hånades för detta, men blev beundrad i vissa kretsar för sin verbala förmåga och gjorde succé i Uppsala, där hon dansade med prins Gustaf på en studentbal.    
Efter våldtäktsrättegången var dock hennes goda namn och rykte förstört, och hon utsattes för hård kritik, förlöjligades och hånades i pressen. Ännu i 1916 års utgåva av Nordisk Familjebok beskrevs hennes arbete som "groteskt och löjeväckande".  Hon sade själv: "Jag är den första kvinna, som i Sverige offentligen står upp för emancipationen, vilken än ej kunna vara så utbredd, som den i framtiden kommer att bli."

### Emigrationen
Sager flyttade 1854 till USA, där hon blev aktiv i den amerikanska kvinnorörelsen. Hon gifte sig 1861 med musikläraren Eugene Adolphe Wiener (ca 1813–1888), en amerikan av tyskt ursprung. I USA utgav hon A woman's desire and a Man's duty (1861) och A lecture on modern society and the marriage relation (1880). Trots sitt engagemang för emancipation var hon motståndare till kvinnlig rösträtt, som hon ansåg inte behövdes. 
Sager avled 1901 i New York. Vid hennes död skrev en svenskamerikan att hon en gång varit så ryktbar att män burit hennes bild i botten av sina cylinderhattar.
Med sin make fick Sager två barn, Gabriel (1862) och Victor (1863), den senare blev så småningom en framgångsrik konsertpianist. Men Karin Milles har i sin biografi lagt fram övertygande argument för att Sager, trots att hon gärna framhöll sin dygdighet, fött ett utomäktenskapligt barn redan i Sverige. En flicka Leopoldina Victorina, född i Almunge den 18 februari 1852 utan angivande av vare sig faderns eller moderns namn, var nämligen med Sager på resan till USA enligt den bevarade passagerarlistan. Uppenbarligen rör det sig om en dotter till Sager, men vad som sedan hände med detta barn är okänt.

## Citat
"Jag är den som trotsar opinionens falska grundsatser ty jag vill i min vandel visa min emancipation."
" Jag är den första kvinna, som i Sverige offentligt uppträtt för emancipationsteorin, vilken därför ej ännu kan vara så utbredd, som den i en framtid kommer att bli."